# Hubert Meyer (Jurist)

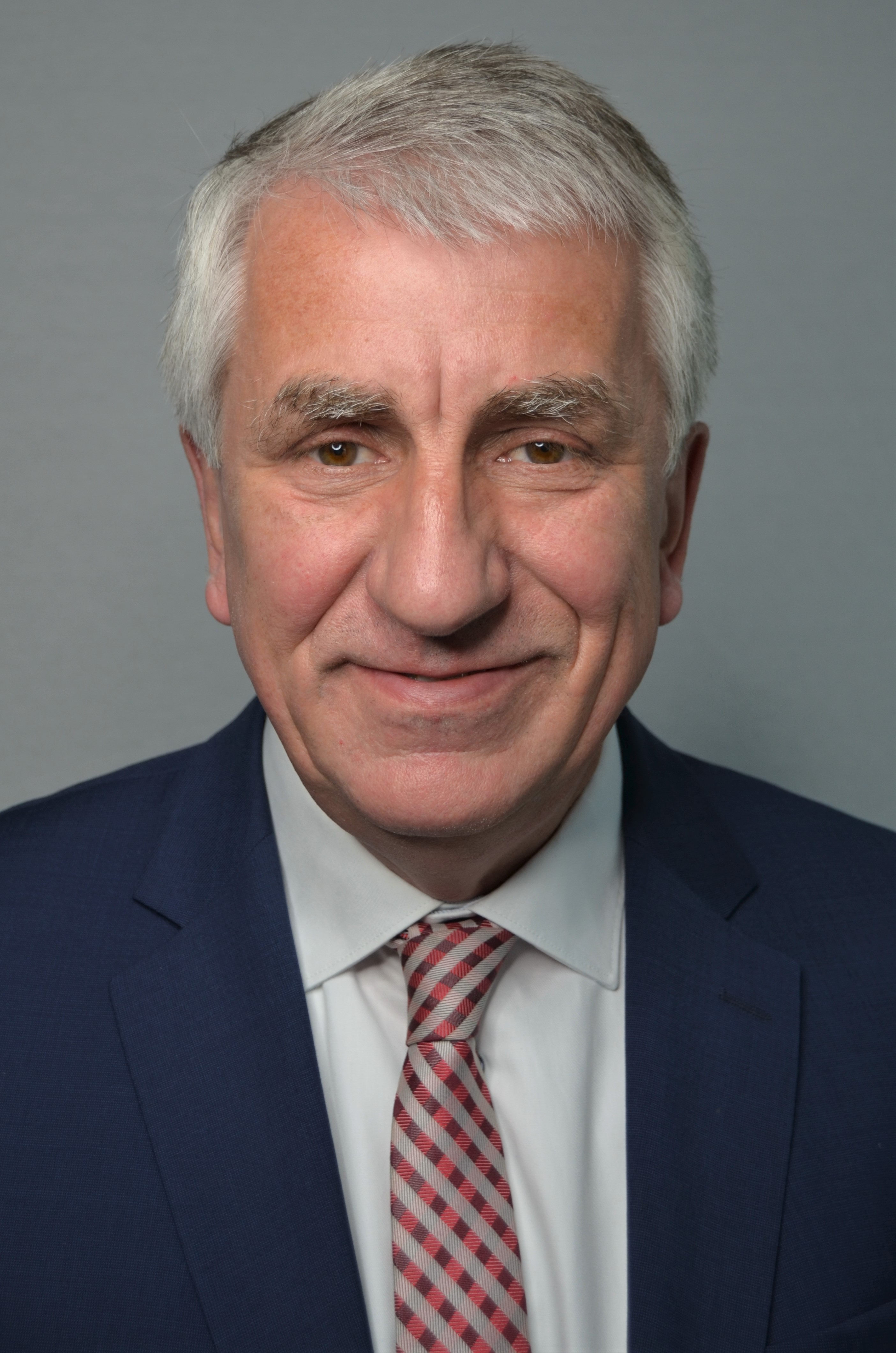
Hubert Meyer

Hubert Meyer (* 22. Oktober 1959 in Nienburg/Weser) ist ein deutscher Verwaltungsjurist und war bis zum 30. Juni 2025 Geschäftsführendes Präsidialmitglied (Hauptgeschäftsführer) beim Niedersächsischen Landkreistag. Er ist zudem Fachautor, Honorarprofessor an der Kommunalen Hochschule für Verwaltung in Niedersachsen und Mitherausgeber verwaltungswissenschaftlicher Fachzeitschriften.

## Leben und Beruf
Nach dem Studium der Rechtswissenschaften in Kiel (1. Staatsexamen, 1984) war Hubert Meyer als Fakultätsassistent (Geschäftsführer) der Juristischen Fakultät der Christian-Albrechts-Universität zu Kiel sowie während des Referendariats am Lorenz-von-Stein-Institut für Verwaltungswissenschaften an der Universität Kiel (2. Staatsexamen, 1990) tätig. Seine Promotion „Kommunales Parteien- und Fraktionsrecht“ schloss er 1990 ab (Erstgutachter Edzard Schmidt-Jortzig).
Zum 1. Januar 1991 wurde Hubert Meyer zum Geschäftsführenden Vorstandsmitglied des Landkreistages Mecklenburg-Vorpommern gewählt und übte dieses Amt nach zweimaliger Wiederwahl bis zum 31. Dezember 2005 aus. Ab dem 1. Januar 2006 war Hubert Meyer Geschäftsführendes Präsidialmitglied beim Niedersächsischen Landkreistag und wurde auch hier zwei Mal im Amt bestätigt. Er schied am 30. Juni 2025 aus dem Amt aus und ging in den Ruhestand. Zu seiner Verabschiedung wurde er in einer Sonderausgabe der Verbandszeitschrift NLT-Information von einer Reihe von Persönlichkeiten aus seinem beruflichen und wissenschaftlichen Umfeld mit Beiträgen gewürdigt. 
Hubert Meyer hatte Lehraufträge an verschiedenen Hochschulen inne – an der Fachhochschule für Verwaltung und Dienstleistung in Schleswig-Holstein, der Deutschen Universität für Verwaltungswissenschaften Speyer, der Verwaltungs- und Wirtschaftsakademie Mecklenburg-Vorpommern, der Universität Rostock und der Universität Greifswald. Seit 2012 ist Hubert Meyer Honorarprofessor an der Kommunalen Hochschule für Verwaltung in Niedersachsen.
Bei einer Reihe von Fachzeitschriften zeichnet Hubert Meyer als Mitherausgeber verantwortlich, namentlich bei Neue Zeitschrift für Verwaltungsrecht (seit 2001), Zeitschrift für Öffentliches Recht in Norddeutschland (NordÖR) (seit 2004) sowie Praxis der Kommunalverwaltung (seit 2008) und darüber hinaus bei Niedersächsische Verwaltungsblätter (2007 bis 2022); dort ist er seit 2022 Geschäftsführendes Mitglied der Redaktion.

## Ämter und Funktionen
Aufgrund seiner beruflichen Tätigkeit in Niedersachsen war Hubert Meyer stellvertretendes Mitglied im Vorstand des Deutschen Sparkassen- und Giroverbandes. Er ist Mitglied im Aufsichtsrat der Niedersächsischen Landgesellschaft (seit 2014), im Vorstand der Landesverkehrswacht Niedersachsen und war in den Jahren 2017 bis 2022 im Rundfunkrat des Norddeutschen Rundfunks. Darüber hinaus ist Hubert Meyer Mitglied der Ständigen Deputation des Deutschen Juristentages (seit 2012).

## Veröffentlichungen
Hubert Meyer hat zahlreiche Schriften veröffentlicht zu den Themen des Parteien- und Fraktionsrecht, Kommunaler Finanzausgleich, sowie Kommunal-, Verfassungs-, Europa-, Sparkassen- und Medienrecht.